# Sphex pensylvanicus
Espèce
Synonymes
- Sphex pensylvanica Linnaeus, 1763
- Ammobia pensylvanica (Linnaeus, 1763)
- Chlorion pensylvanicum (Linnaeus, 1763)[1],[2]

Sphex pensylvanicus (en anglais : great black wasp, litt. « grande guêpe noire ») est une espèce de guêpes fouisseuses du genre Sphex. Elle vit dans la majeure partie de l'Amérique du Nord et atteint une taille de 20 à 35 mm. Ses larves se nourrissent d'insectes vivants que les femelles paralysent et transportent jusqu'à leur nid souterrain.

## Distribution
S. pensylvanicus est présent dans la plupart des États-Unis contigus et dans le Nord du Mexique. À la fin du XXe siècle, son aire de répartition s'est étendue au nord jusqu'à l'État de New York et aux provinces canadiennes du Québec et de l'Ontario[réf. souhaitée].

## Description
Sphex pensylvanicus est une grande guêpe noire, nettement plus grosse que sa congénère Sphex ichneumoneus (le Grand sphex doré). Les mâles sont plus petits que les femelles, avec seulement 19-28 mm de long, contre 25-34 mm pour une femelle typique. Selon le botaniste John Bartram, « La piqûre de cette guêpe est douloureuse, mais ne gonfle pas comme celle des autres. ». En plus d'être plus grandes que S. ichneumoneus, elles sont également plus foncées, avec des ailes fumées et un corps entièrement noir, là où S. ichneumoneus a des ailes jaunes, des pattes rouges et un abdomen en partie rouge.

## Écologie et cycle de vie

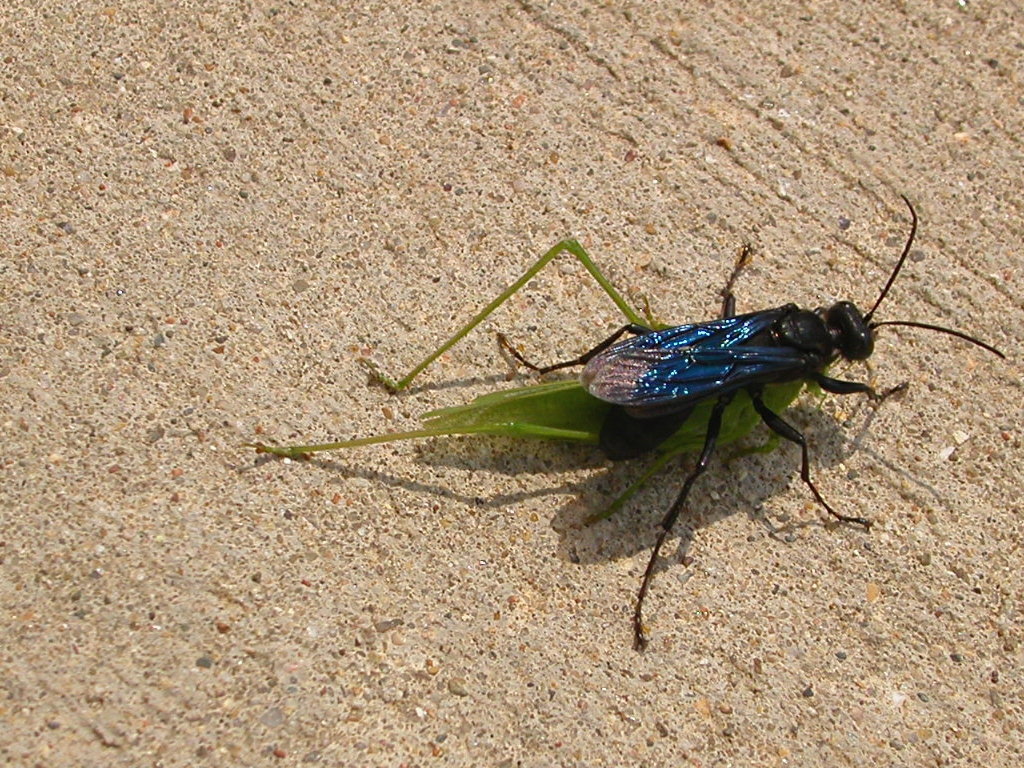
Sphex pensylvanicus attaquant une sauterelle.

Les femelles adultes de S. pensylvanicus construisent un nid souterrain qu'elles approvisionnent en divers insectes orthoptères, en particulier des genres Microcentrum (en), Amblycorypha (en) et Scudderia (en). Les proies sont piquées trois fois, une fois dans le cou et deux fois dans le thorax, ce qui les paralyse, bien qu'elles puissent survivre pendant des semaines. Elles sont ensuite transportées jusqu'au nid. Durant le ramassage de leurs proies, les femelles sont vulnérables au cleptoparasitisme des oiseaux, notamment du Moineau domestique (Passer domesticus) et du Moqueur chat (Dumetella carolinensis), qui volent les proies que la guêpe a capturées.
Les œufs de S. pensylvanicus sont longs de 5 à 6 mm et larges d'1 mm ; la femelle les colle en-dessous de l'insecte proie, entre ses première et deuxième paires de pattes. Chacune des chambres du nid abrite une seule larve, qui consomme entre deux et six sauterelles ou sauteriaux. Le stade larvaire dure 10 jours ; la larve atteint 30 à 35 mm de long et 7 à 10 mm de large au moment de sa nymphose.
S. pensylvanicus est un important pollinisateur de plantes, notamment des asclépiades Asclepias syriaca et A. incarnata. Il a également été signalé sur Daucus carota, sur le Panicaut à feuilles de yucca, le Mélilot blanc, la Monarde ponctuée et Pycnanthemum virginianum.
S. pensylvanicus est l'une des nombreuses espèces de Sphex parasitées par le strepsiptère Paraxenos westwoodi.

## Histoire taxonomique
Sphex pensylvanicus a fait l'objet du premier article sur un insecte écrit par un natif du Nouveau Monde, lorsque les observations faites par le botaniste John Bartram à son sujet ont été présentées à la Royal Society en 1749 par Peter Collinson. Sphex pensylvanicus a ensuite été décrit par Linné dans son ouvrage de 1763 Centuria insectorum, en utilisant le matériel qui lui avait été envoyé par Charles de Geer.
Sphex pensylvanicus a pour synonymes :
- Ammobia pensylvanica (Linnaeus, 1763)
- Chlorion pensylvanicum (Linnaeus, 1763)
- Sphex pensylvanicus robustisoma Strand, 1916